# Ctenophila caldwelli
Ctenophila caldwelli је пуж из реда Stylommatophora и фамилије Euconulidae.

## Угроженост
Ова врста се сматра угроженом.

## Распрострањење
Ареал врсте је ограничен на једну државу. 
Маурицијус је једино познато природно станиште врсте.